# Liste der Naturdenkmale in Hochkirch
Die Liste der Naturdenkmale in Hochkirch nennt die Naturdenkmale in Hochkirch im sächsischen Landkreis Bautzen.

## Definition
„Naturdenkmäler sind rechtsverbindlich festgesetzte Einzelschöpfungen der Natur oder entsprechende Flächen bis zu fünf Hektar, deren besonderer Schutz erforderlich ist
1. aus wissenschaftlichen, naturgeschichtlichen oder landeskundlichen Gründen oder
2. wegen ihrer Seltenheit, Eigenart oder Schönheit.“

## Liste
Link zu einem Kartenansichtstool, um Koordinaten zu setzen.
| Bild            | Bezeichnung                                                                          | Lage                                          | Beschreibung | Datum | Nummer |
| --------------- | ------------------------------------------------------------------------------------ | --------------------------------------------- | ------------ | ----- | ------ |
| BW              | Quellsumpf                                                                           | Sornßig (51° 7′ 14,5″ N, 14° 33′ 56,6″ O)     |              |       | BZ022  |
| BW              | Buchenbestand an der Haarnadelkurve Käublerstraße                                    | Hochkirch (51° 7′ 29,4″ N, 14° 32′ 9,7″ O)    |              |       | BZ023  |
| Fotos hochladen | Mühlbuschwiesen Lehn                                                                 | Lehn (51° 7′ 59,2″ N, 14° 35′ 59,1″ O)        |              |       | BZ046  |
| BW              | Mühlbusch Lehn                                                                       | Lehn (51° 7′ 57,7″ N, 14° 35′ 45,7″ O)        |              |       | BZ047  |
| BW              | Granitklippen an der Krujatzmühle                                                    | Rodewitz (51° 10′ 5,2″ N, 14° 35′ 34,2″ O)    |              |       | BZ048  |
| BW              | Malina-Wiese                                                                         | Hochkirch (51° 8′ 20,4″ N, 14° 34′ 14,4″ O)   |              |       | BZ067  |
| BW              | Feuchtwiesen Plotzen                                                                 | Plotzen (51° 8′ 23,5″ N, 14° 35′ 33″ O)       |              |       | BZ073  |
| BW              | Feuchtwiesen Plotzen                                                                 | Plotzen (51° 8′ 22,1″ N, 14° 35′ 30,7″ O)     |              |       | BZ073  |
| BW              | Naturnaher Verlauf des Kotitzer- und des Buttermilchwassers westlich der Niedermühle | Breitendorf (51° 8′ 38,5″ N, 14° 36′ 57,5″ O) |              |       | BZ100  |
| BW              | Gehölz am Westhang des Wohlaer Berges                                                | Breitendorf (51° 8′ 38,2″ N, 14° 38′ 8,4″ O)  |              |       | BZ101  |
| BW              | Birken-Eichen-Wald oberhalb Speicherbecken Wohlaer Berg                              | Breitendorf (51° 8′ 37,3″ N, 14° 38′ 20,5″ O) |              |       | BZ102  |
| BW              | Heckenstreifen a. der Halde des Wohlaer Berges                                       | Breitendorf (51° 8′ 33,9″ N, 14° 38′ 11,1″ O) |              |       | BZ103  |
| BW              | Feldgehölz mit Steinrücken südlich vom Klunker                                       | Breitendorf (51° 8′ 13,1″ N, 14° 36′ 42,9″ O) |              |       | BZ104  |
| BW              | Gehölz mit Bauernsteinbruch an der Straße Breitendorf/Lehn                           | Breitendorf (51° 8′ 1,6″ N, 14° 36′ 44,6″ O)  |              |       | BZ105  |
| BW              | Niederwald östlich der ehemaligen Gaststätte "Zur Windmühle" Lehn                    | Breitendorf (51° 7′ 56,7″ N, 14° 36′ 42,5″ O) |              |       | BZ106  |
| BW              | Quellhanggehölz westlich des Pfaffenberges                                           | Breitendorf (51° 7′ 45,2″ N, 14° 36′ 49,8″ O) |              |       | BZ107  |
| BW              | Kleingehölz an der Straßenkreuzung am Westhang des Pfaffenberges                     | Breitendorf (51° 7′ 43,9″ N, 14° 37′ 2,2″ O)  |              |       | BZ108  |
| BW              | Gehölzbestand am Nordhang des Pfaffenberges                                          | Breitendorf (51° 7′ 59,3″ N, 14° 37′ 26,2″ O) |              |       | BZ109  |
| BW              | Linden-Eichen-Gehölz am Pfaffenberg nördlich der B 6                                 | Breitendorf (51° 7′ 43,5″ N, 14° 37′ 11,2″ O) |              |       | BZ110  |
| BW              | Gipfelwald des Pfaffenberges mit Bauernsteinbrüchen                                  | Breitendorf (51° 7′ 48,5″ N, 14° 37′ 18″ O)   |              |       | BZ111  |
| Fotos hochladen | Heckenstreifen entlang der Bahnlinie östlich Breitendorf                             | Breitendorf (51° 7′ 56,6″ N, 14° 37′ 55,3″ O) |              |       | BZ112  |
| BW              | Heckenstreifen entlang der Bahnlinie östlich Breitendorf                             | Breitendorf (51° 7′ 56,6″ N, 14° 37′ 55,6″ O) |              |       | BZ112  |
| BW              | Pannachquelle Rodewitz                                                               | Rodewitz (51° 10′ 53,6″ N, 14° 35′ 22,5″ O)   |              |       | BZ225  |